# 이별이 떠났다
《이별이 떠났다》는 2018년 5월 26일부터 2018년 8월 4일까지 방송된 문화방송 주말 특별기획 드라마이다. 소재원 작가가 쓴 동명의 네이버 웹소설 '이별이 떠났다'가 원작이다. 이 드라마를 시작으로 토요일 오후 8시 45분, 4회 연속방송으로 편성이 변경됐으며 정혜영 (김세영 역)은 해당 작품 이후 케이블 종편 위주로 활동 중인데 정혜영이 SBS 공채 3기 탤런트로 데뷔할 당시 있었던 연출자들은 일선을 떠난 상태였다.
상황이 이렇다 보니 정혜영 뿐 아니라 김희정 (1기) 이일화 (2기) 윤해영 (3기) 남성진 (본명 남지헌) (3기) 김성오 (11기) 등 대부분의 SBS 공채 출신 배우들이 타방송사에서 활동 중이지만 공형진 (1기) 오대규 (1기) 이진아 (1기) 오아랑 (1기) 최준용 (2기) 정나온 (본명 정진경)(5기) 박광현 (7기) 정주은 (본명 방경림)(8기) 황금희 (9기) 여호민 (10기) 석진이 (11기) 등은 아예 연기활동이 끊겼는데 앞서 언급한 사람들 중 황금희는 2003년부터 지성원이란 예명을 썼다가 2014년 12월 본명으로 돌아온 뒤 2019년부터 지성원으로 회귀하는 등 우여곡절을 많이 겪었다.

## 기획의도
50대와 20대, 기혼과 미혼 등 너무나도 다른 두 여자의 동거를 통해 남편의 애인과의 갈등, 결혼과 임신으로 '나'를 내려놓게 되는 현실 등을 풀어내는 이야기.

## 등장인물

### 주요 인물
- 채시라 : 서영희(51세) 역 - 상진의 전처 무직
- 조보아 : 정효(21세) 역 - 수철의 딸, 민수의 여자친구, 대학생
- 이성재 : 한상진(55세) 역 - 영희의 전남편, 항공사 기장 세영의 내연남이자 현남편
- 이준영 : 한민수(21세) 역 - 상진과 영희의 아들, 정효의 남자친구, 대학생
- 정혜영 : 김세영(45세) 역 - 상진의 내연녀,이자 아내스튜어디스
- 정웅인 : 정수철(52세) 역 - 정효의 아버지, 공장 운영

### 주변 인물
- 양희경 : 김옥자(67세) 역 - 세영의 어머니, 사채업자
- 김산호 : 문종원(38세) 역 - 상진의 직장 후배, 항공사 부기장
- 하시은 : 한희진(36세) 역 - 상진의 동생, 죽집 운영
- 오하늬 : 이아인(21세) 역 - 정효의 친구, 대학생
- 유수빈 : 우남식(21세) 역 - 민수의 친구, 대학생
- 조엘 로버츠 : 비킬라(29세) 역 - 수철의 공장 직원
- 신비 : 한유연(6세) 역 - 상진과 세영의 딸

### 그 외 인물
- 이하나
- 전한나
- 장태양 : 유라항공 승무원 역
- 김형주
- 이하영
- 오유진 : 산부인과 의사 역
- 김상기
- 강수빈
- 채민지
- 조혜원
- 유지연
- 김인경
- 신영규
- 정지원
- 박예린
- 윤서정
- 김종호
- 배준성
- 민대식
- 권오수
- 김재흠
- 권혁 : 강호준 역 - 유라항공 기장
- 김태겸 : 유라항공 전무 역
- 이동욱
- 장서이
- 오진하
- 수경
- 정난희
- 고은성
- 전다솔
- 신현아 : 간호사 역

### 특별출연
- 장소연 : 오연지 역 - 정효의 어머니
- 최불암 : 영희의 아버지 역

## 촬영지
- 명지대학교
- 신창풍차해안도로
- 해비치 호텔 & 리조트 제주
- 헬로 남생이
- 송악산 해안산책로
- 은평리어촌계 해녀의 집 - 바다愛오면
- 낙산공원

## 시청률
최저 시청률과 최고 시청률은 시청률 조사회사와 지역별로 시청률에 차이가 있을 수 있습니다.
| 2018년 | 2018년   | 2018년         | 2018년       | 2018년         | 2018년       |
| 회차   | 방송일   | TNmS 시청률    | TNmS 시청률  | AGB 시청률     | AGB 시청률   |
| 회차   | 방송일   | 대한민국(전국) | 서울(수도권) | 대한민국(전국) | 서울(수도권) |
| ------ | -------- | -------------- | ------------ | -------------- | ------------ |
| 제1회  | 5월 26일 | 5.9%           | 6.0%         | 5.6%           | 5.7%         |
| 제2회  | 5월 26일 | 7.5%           | 7.6%         | 7.4%           | 7.5%         |
| 제3회  | 5월 26일 | 7.1%           | 7.5%         | 7.0%           | 7.4%         |
| 제4회  | 5월 26일 | 6.9%           | 7.4%         | 7.5%           | 8.0%         |
| 제5회  | 6월 2일  | 3.0%           | 3.2%         | 3.4%           | 3.6%         |
| 제6회  | 6월 2일  | 9.1%           | 9.9%         | 8.2%           | 9.0%         |
| 제7회  | 6월 2일  | 7.5%           | 8.1%         | 8.0%           | 8.6%         |
| 제8회  | 6월 2일  | 8.2%           | 9.4%         | 9.0%           | 10.2%        |
| 제9회  | 6월 9일  | 3.8%           | 4.0%         | 4.2%           | 4.4%         |
| 제10회 | 6월 9일  | 9.9%           | 10.7%        | 10.0%          | 10.8%        |
| 제11회 | 6월 9일  | 8.9%           | 10.0%        | 9.8%           | 10.7%        |
| 제12회 | 6월 9일  | 9.6%           | 10.5%        | 10.3%          | 11.3%        |
| 제13회 | 6월 23일 | 5.1%           | 5.3%         | 5.5%           | 5.7%         |
| 제14회 | 6월 23일 | 8.0%           | 8.8%         | 8.5%           | 9.3%         |
| 제15회 | 6월 23일 | 6.9%           | 7.3%         | 7.4%           | 7.8%         |
| 제16회 | 6월 23일 | 7.7%           | 8.1%         | 8.2%           | 8.5%         |
| 제17회 | 6월 30일 | 4.5%           | 4.7%         | 4.9%           | 5.1%         |
| 제18회 | 6월 30일 | 10.0%          | 10.2%        | 10.0%          | 10.3%        |
| 제19회 | 6월 30일 | 8.8%           | 9.6%         | 9.5%           | 10.3%        |
| 제20회 | 6월 30일 | 9.2%           | 10.4%        | 10.6%          | 11.8%        |
| 제21회 | 7월 7일  | 2.6%           | 2.8%         | 3.0%           | 3.2%         |
| 제22회 | 7월 7일  | 7.8%           | 8.3%         | 8.2%           | 8.7%         |
| 제23회 | 7월 7일  | 6.7%           | 7.0%         | 7.2%           | 7.5%         |
| 제24회 | 7월 7일  | 9.5%           | 9.8%         | 9.9%           | 10.2%        |
| 제25회 | 7월 14일 | 3.8%           | 3.9%         | 4.2%           | 4.3%         |
| 제26회 | 7월 14일 | 8.6%           | 8.7%         | 8.4%           | 8.5%         |
| 제27회 | 7월 14일 | 8.1%           | 8.3%         | 8.2%           | 8.4%         |
| 제28회 | 7월 14일 | 8.9%           | 9.4%         | 9.5%           | 10.0%        |
| 제29회 | 7월 21일 | 3.2%           | 3.3%         | 3.6%           | 3.8%         |
| 제30회 | 7월 21일 | 7.7%           | 8.2%         | 8.1%           | 8.6%         |
| 제31회 | 7월 21일 | 7.4%           | 7.8%         | 8.5%           | 8.9%         |
| 제32회 | 7월 21일 | 8.8%           | 9.5%         | 9.4%           | 10.1%        |
| 제33회 | 7월 28일 | 3.0%           | 3.1%         | 3.4%           | 3.5%         |
| 제34회 | 7월 28일 | 7.8%           | 8.2%         | 8.3%           | 8.8%         |
| 제35회 | 7월 28일 | 7.3%           | 7.7%         | 7.5%           | 7.9%         |
| 제36회 | 7월 28일 | 8.0%           | 8.6%         | 8.5%           | 9.1%         |
| 제37회 | 8월 4일  | 2.3%           | 2.4%         | 2.7%           | 2.8%         |
| 제38회 | 8월 4일  | 7.2%           | 7.8%         | 7.3%           | 7.9%         |
| 제39회 | 8월 4일  | 7.0%           | 7.5%         | 7.9%           | 8.4%         |
| 제40회 | 8월 4일  | 8.5%           | 9.2%         | 9.8%           | 10.5%        |

## 결방 사유
- 2018년 6월 16일 : 2018년 FIFA 월드컵 D조 아르헨티나 VS 아이슬란드 중계방송 인해 결방.

## 수상
- 2018년 제6회 아시아태평양 스타 어워즈 장편드라마부문 여자 우수연기상 조보아
- 2018년 제2회 더 서울어워즈 드라마부문 여우신인상 조보아
- 2018년 제26회 대한민국문화연예대상 드라마부문 남자 신인상 이준영
- 2018년 MBC 연기대상 주말특별기획부문 여자 최우수연기상 채시라
- 2018년 MBC 연기대상 주말특별기획부문 여자 우수연기상 조보아
- 2018년 MBC 연기대상 주말특별기획부문 조연상 정혜영
- 2018년 MBC 연기대상 남자 신인상 이준영
- 2018년 MBC 연기대상 청소년 아역상 신비

## 동시간대 드라마
- SBS 주말 특별기획 드라마

《시크릿 마더》 (2018년 5월 12일 ~ 2018년 7월 7일)
《그녀로 말할 것 같으면》 (2018년 7월 14일 ~ 2018년 9월 15일)

## 같이 보기
- 대한민국의 텔레비전 드라마 목록
- 2018년 대한민국의 텔레비전 드라마 목록